# Colline d'Élancourt
De Colline d'Élancourt (Frans voor: heuvel van Élancourt), ook gekend als de colline de la Revanche, is een heuvel nabij Élancourt in het Franse departement Yvelines, regio Île-de-France. Het is met een  hoogte van 231 meter boven de zeespiegel het hoogste punt van de hele regio Île-de-France. De heuvel ligt bij de wijk La Clef de Saint-Pierre.
Op de site was oorspronkelijk een steengroeve.  Maar na de Tweede Wereldoorlog houdt de exploitatie van de steengroeve geleidelijk op, en de oude groeve wordt een stortplaats van huishoudelijk afval van Versailles, Saint-Cyr-l'École, Trappes en Bois-d'Arcy. In 1972 beslaat deze stortplaats 59 hectare. De stortplaats werd gesloten in 1975. Boven de stortplaats werd vervolgens een laag gelegd met graafafval, aarde, en puin afgevoerd van de werkzaamheden aan de nieuwe stad Saint-Quentin-en-Yvelines en dateert uit de late jaren zeventig. Na een herontwikkeling en groenaanplanting van de kunstmatige heuvel, werd de colline de la Revanche een mijlpaal en locatie van sportactiviteiten.
Het is nu een park gewijd aan recreatie en extreme sport, de hellingen worden gebruikt voor het beoefenen van vele sporten, waaronder mountainbike en parapente. Ook radiogestuurde zweefvliegtuigjes worden op de heuvel aangestuurd. De Eiffeltoren,de Tour Montparnasse, de hoogbouw van La Défense, het meer van Saint-Quentin en het bos van Meudon zijn zichtbaar vanaf de top van de heuvel. De site is geselecteerd als parkoers voor de mountainbikecompetitie voor mannen en vrouwen op de Olympische Zomerspelen 2024 in Parijs.